# Голубянка китайская
Голубянка китайская (лат. Aricia chinensis) — вид бабочек из семейства голубянки. Восточно-палеарктический вид. Ареал простирается узкой полосой от Южного Приморья и Северо-Восточного Китая через Монголию до Хакасии.

## Описание
Размах крыльев 20—25 мм. Крылья у обоих полов сверху темно-коричневые с широкой прикраевой перевязью из оранжево-красных пятен, не чётко разделенных темными жилками. Бахромка крыльев белая с широкими темными вставками. Нижняя сторона крыльев желтовато-серая. Оранжевая перевязь на нижней стороне крыльев широкая и сплошная. Белые поля вокруг пятен и клиновидное пятно отсутствуют.

## Ареал и места обитания
Россия (Амурская область, Читинская область, Южная Бурятия, Хакасия и вероятно Тува), полуостров Корея, Китай (Северо-Восточный, Северный, Северо-Западный), Монголия, восточный Казахстан, Туркмения. Вид населяет степные места обитания.

## Биология
За год развивается одно поколение. Время лёта наблюдается с июня по август. Самки откладывают яйца после спаривания по-штучно на нижнюю сторону листьев кормового растения гусениц.